# 調田坐一事尼古神社
調田坐一事尼古神社（つくだにますひとことねこじんじゃ）は奈良県葛城市にある神社。別名疋田神社（ひきだじんじゃ）。式内大社で、旧社格は村社。

## 歴史

### 概史
創建の年代は不詳である。『新抄格勅符抄』には神護景雲4年（770年）にこの神社と考えられる「槻田神」に播萬国から一戸、大同元年（806年）大和国から一戸の計二個の神戸を受けたとする。延喜式神名帳では「大和国 葛下郡 調田坐一事尼古神社 大 月次新嘗」と記載され、大社に列している。

### 神階
- 天安3年（859年）1月27日、従五位下から従五位上（『日本三代実録』）- 表記は「調田一事尼古神」

## 祭神
祭神は一事尼古大神・事代主大神。一事尼古大神は一言主神と同一の神であるとされ、「尼古（ねこ）」は高貴な男性神の称だとしている。

## 摂末社
- 豊受神社
- 春日神社

## 境内

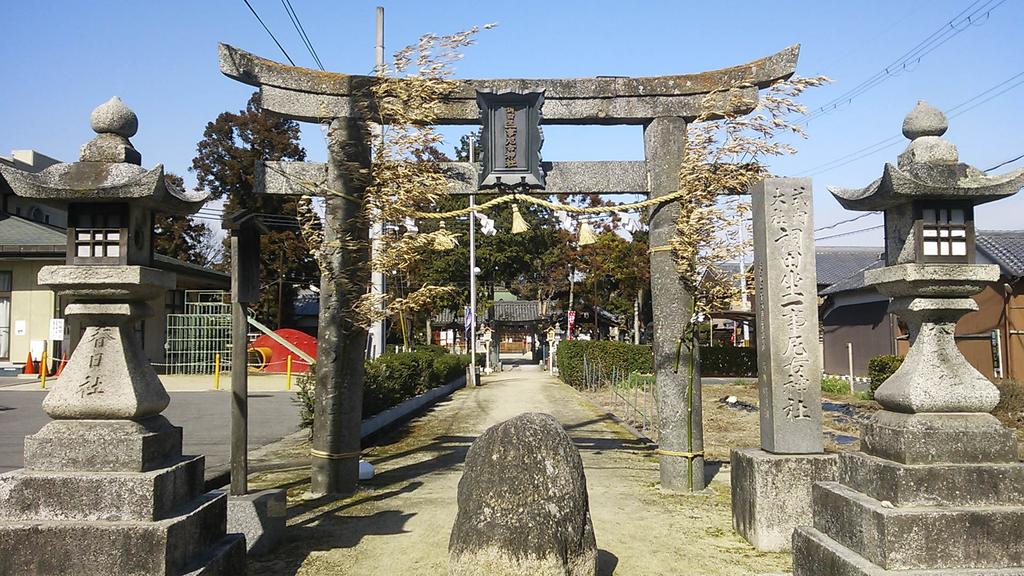
一の鳥居
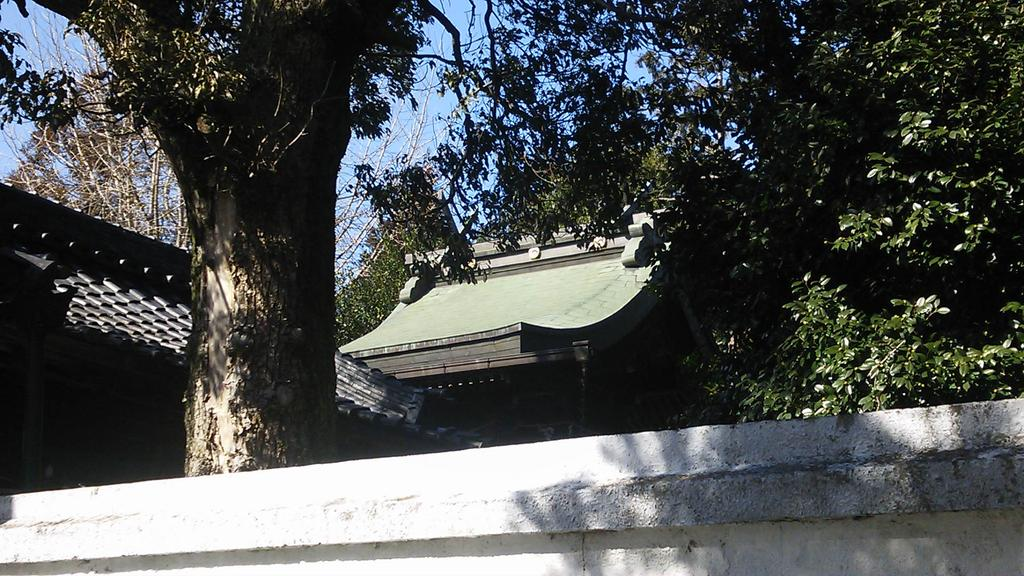
本殿
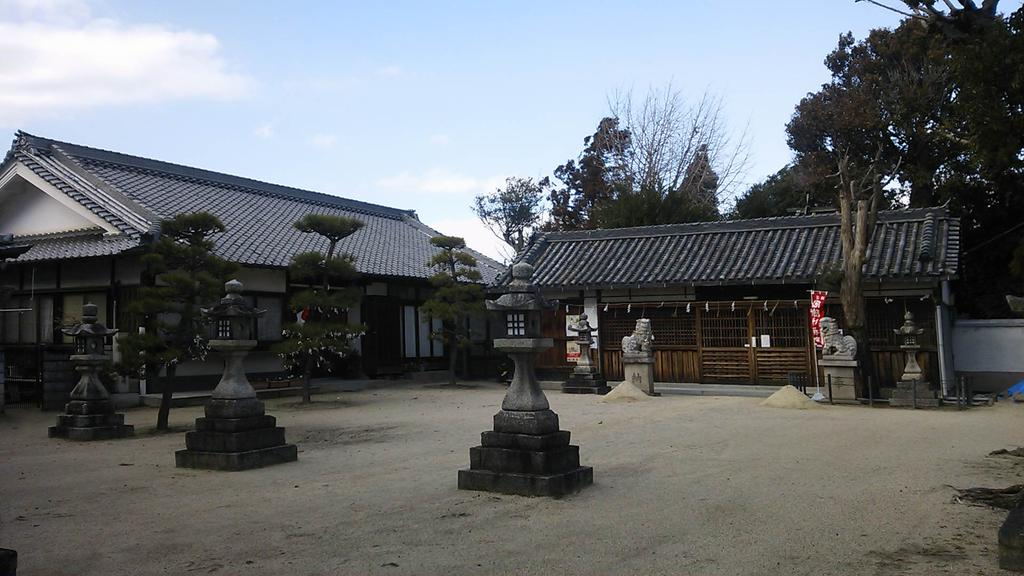
境内

## 交通アクセス
- 近畿日本鉄道南大阪線尺土駅から南へ徒歩10分